# Chelonogastra rotundula
Chelonogastra rotundula är en stekelart som beskrevs av Charles Thomas Brues 1924. Chelonogastra rotundula ingår i släktet Chelonogastra och familjen bracksteklar. Inga underarter finns listade i Catalogue of Life.